# Mallaoua
Mallaoua ou Malawa est une localité et une commune rurale du Niger, département de Dungass, région de Zinder.

## Géographie
La localité de Mallaoua est située à 33 km à l'est du chef-lieu départemental Dungass. 
|           | Gouchi   | Bouné   |
| Dungass   | Mallaoua | Nigeria |
| Dogo-Dogo | Nigeria  |         |

## Histoire
La commune rurale de Mallaoua est instaurée en 2002. Depuis 2011, la commune est séparée du département de Magaria et fait partie du département de Dungass.

## Population
Lors du recensement général de 2012, la population communale est relevée à 88 954 habitants, dont 4 160 habitants pour la localité principale.

## Localités
La commune s'étend sur 118 villages, 100 hameaux et 5 camps au sud-est du département de Dungass.

## Services et infrastructures
- Centre de Santé Intégré (CSI) à Mallaoua, Baraguini, Dossano Koufaye I et Doungouzourou[5].
- Collège d'enseignement général (CEG) à Mallaoua.
- Centre de formation des métiers (CFM) à Mallaoua[6].